# 新蒲崗八街

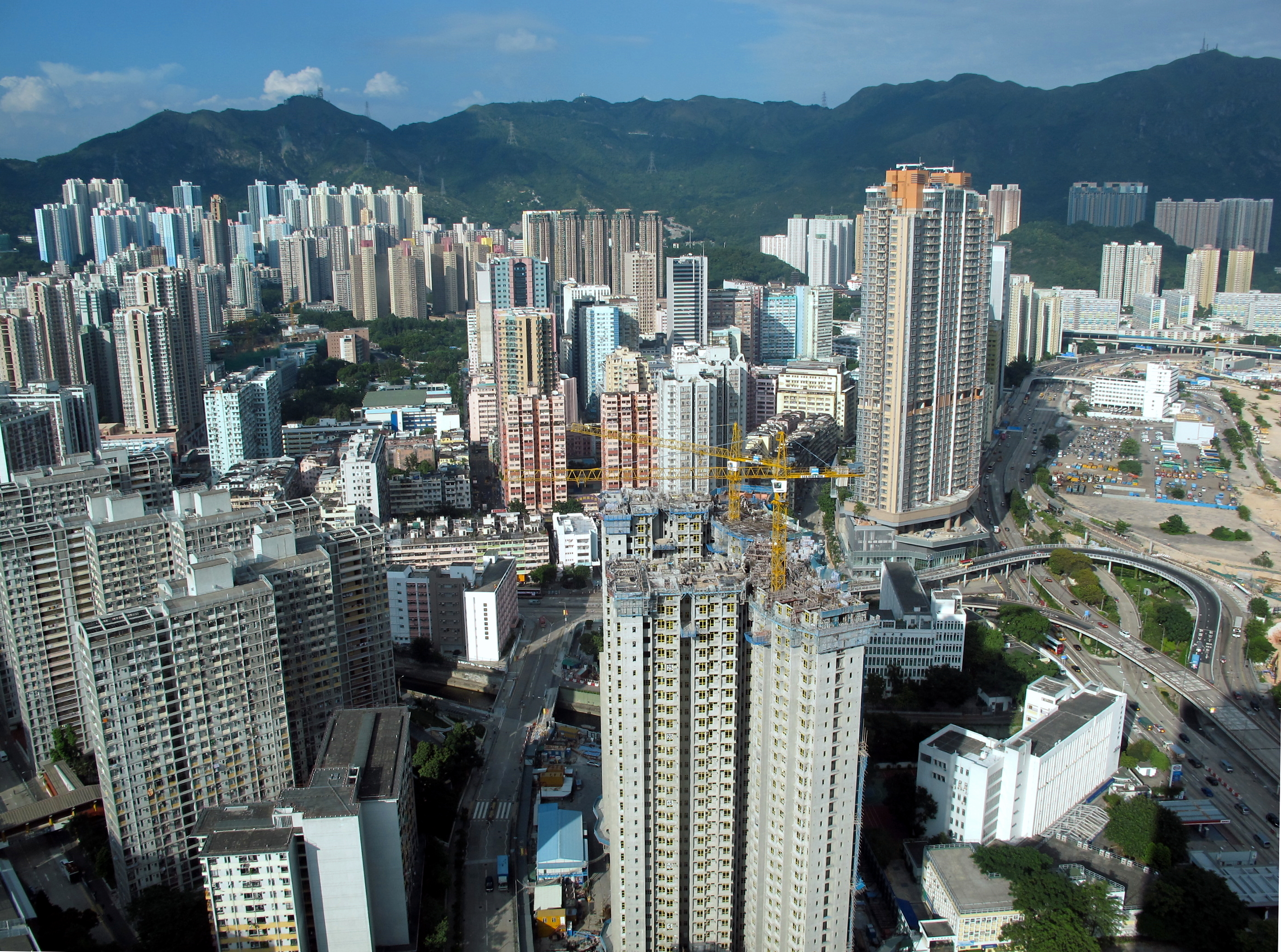
新蒲崗全景

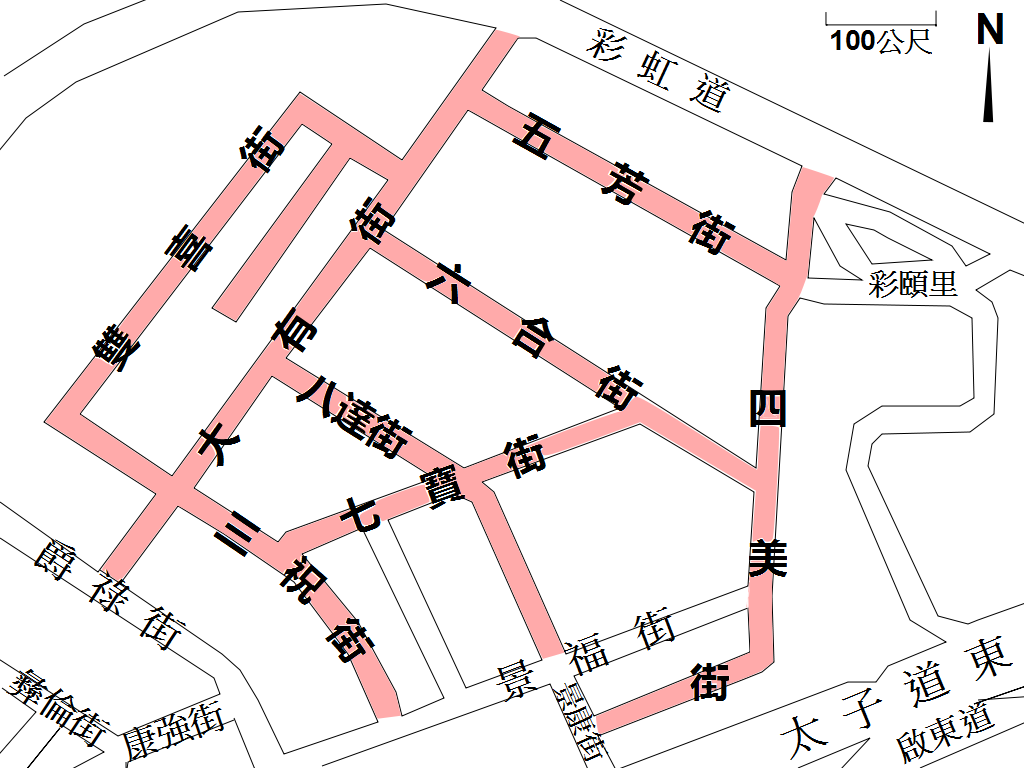
新蒲崗八街地圖

新蒲崗八街，是香港九龍新蒲崗爵祿街以北的八條街道的非正式統稱，北面為彩虹道遊樂場、黃大仙下邨、啟德花園，南望太子道東、協調道及前香港啟德機場。當中共有八條街道，合組而成為新蒲崗工業區。
這八條街於1961年9月8日分別以中國數字一至八為首命名，後加上一吉祥字作綴，名為：大有街、雙喜街、三祝街、四美街、五芳街、六合街、七寶街及八達街。「一」改作「大」字，「二」改作「雙」字，取其好吉兆，希望能吸引人來發展。據資料所述，新蒲崗內街道的命名是香港歷史上，首次運用城市規劃制度，有系統地把新開發的地區的街道命名。而自此以後，多個香港新開發社區，例如大角咀的樹名街道系列和舊啟德機場的客機型號名稱街道系列等都採用了系統方法命名新街道。

## 歷史背景
1950年代，新蒲崗剛發展成為工業區時，政府已先為這八條街道命名，並以第一街至第八街取名，然後再供地政署拍賣土地作發展工廠大廈之用。但由於位處港島的西營盤早已有第一街、第二街及第三街的存在，為免混淆重疊，政府決定另闢新名。政府認為工業區街道取名必需有好吉兆的意思，才能吸引發展商投資，故分別用上「有」、「喜」、「祝」、「美」、「芳」、「合」、「寶」及「達」作字尾，成為新社區，命名至今。區內居民亦以此作社區中心。

## 系列街道

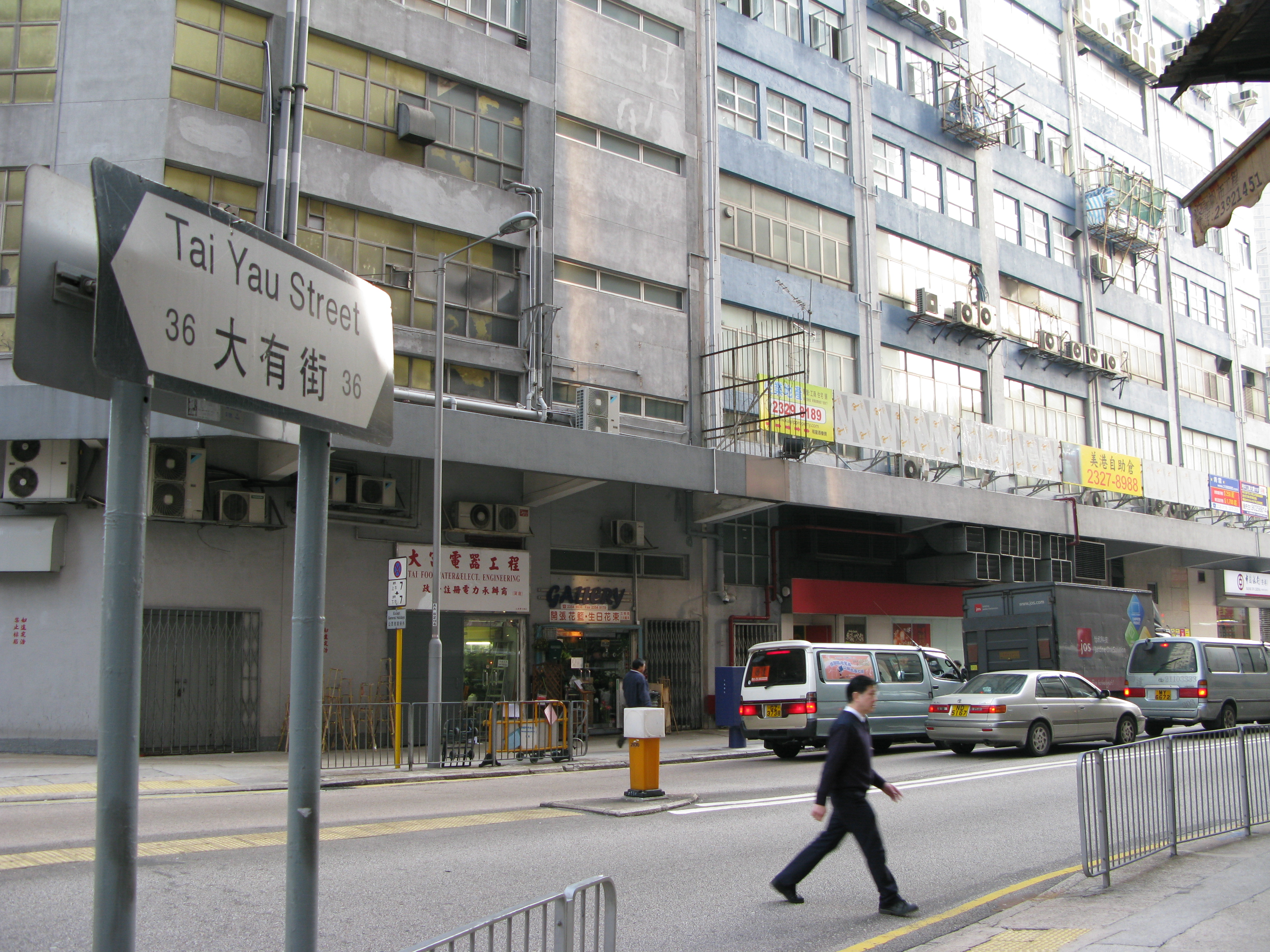
大有街

### 大有街
大有街為一條雙線雙程街道，西起爵祿街，東至彩虹道。1967年發生的六七暴動起於此。新蒲崗八街的主要匯合街道亦是大有街。兩旁主要景物為工廠大廈，街上有著名的新科技廣場。街道全長約450米，闊約15米。

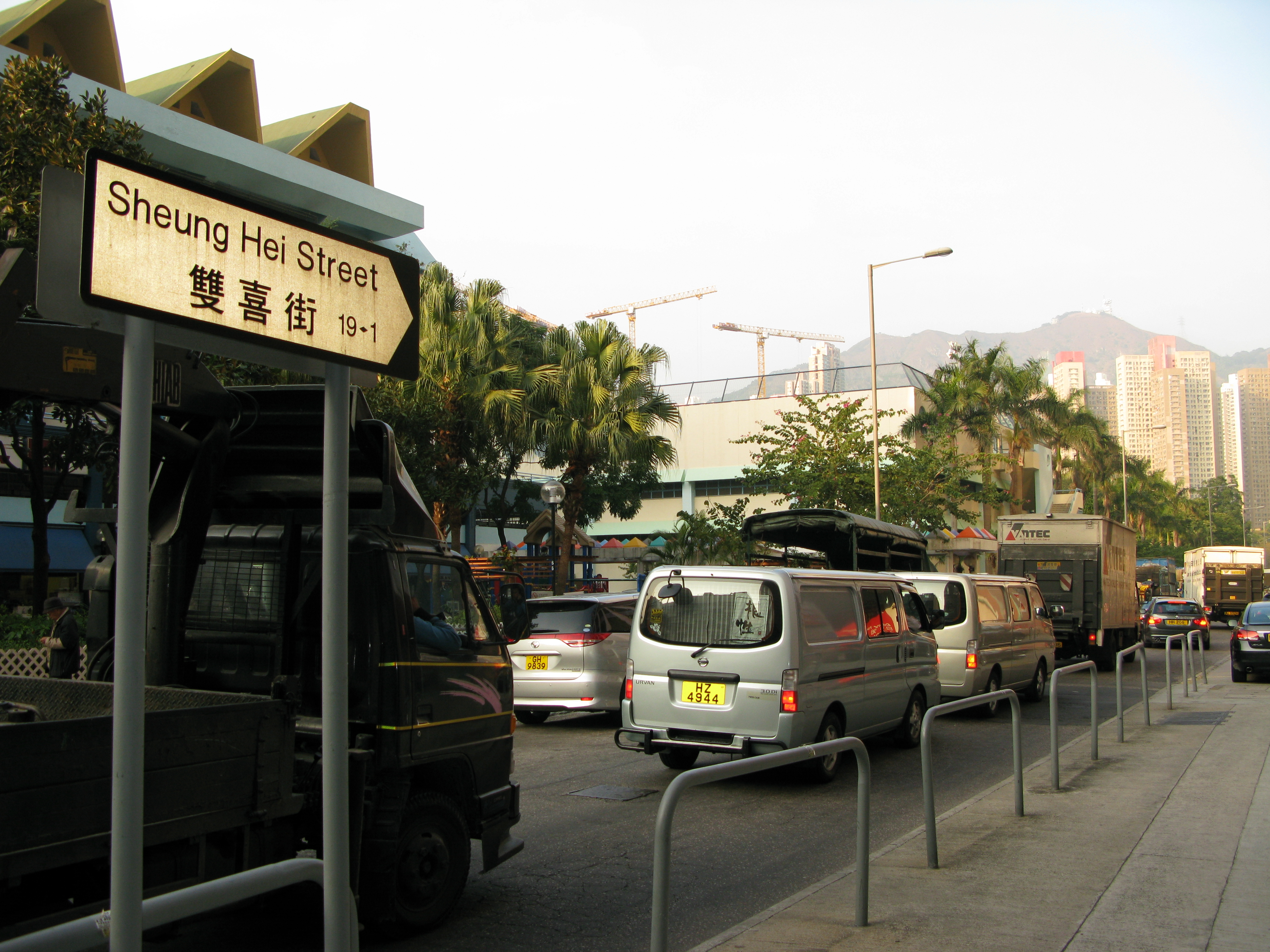
雙喜街

### 雙喜街
雙喜街為一條單線單程的U形街道，起讫大有街，位於大有街和彩虹道之間。鄰近景物有彩虹道遊樂場及彩虹道街市及熟食中心。街道全長約400米，闊約18米。

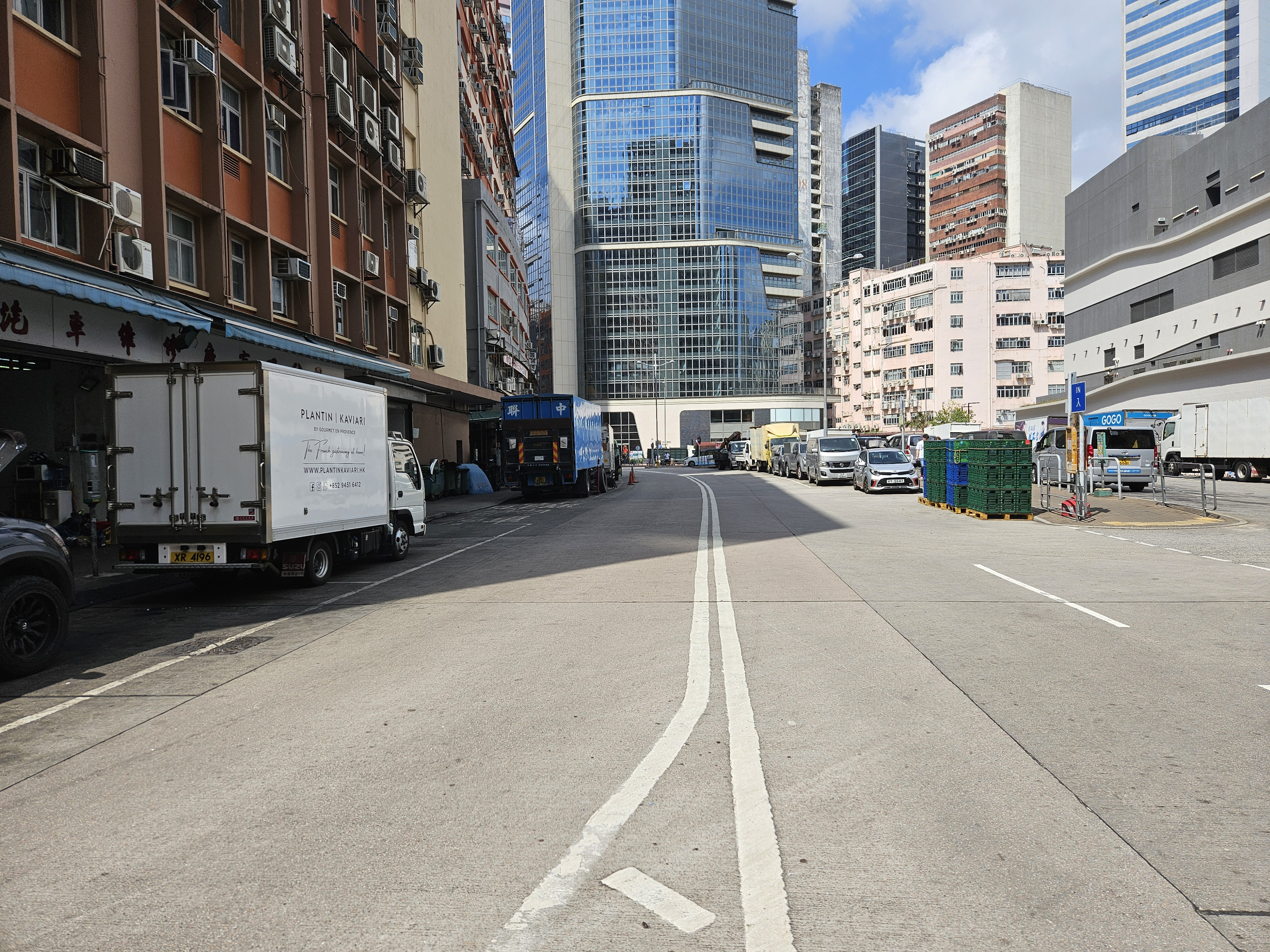
三祝街

### 三祝街
三祝街為一條雙線雙程的街道，起自景福街，通大有街，北接雙喜街。兩旁建築物多為工廠大廈。街上常見汽車停泊於行人路。街道全長約200米，闊約12米。

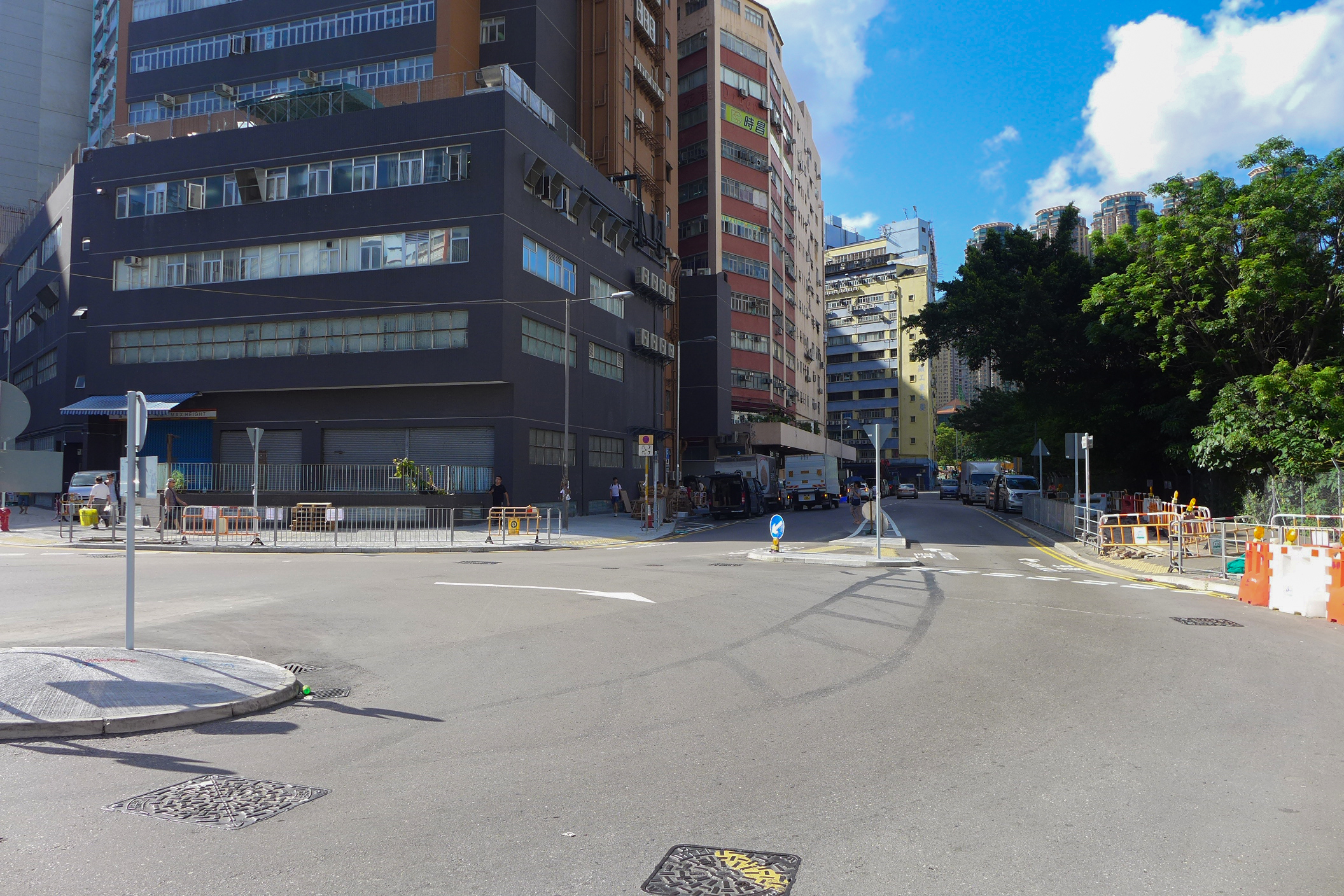
四美街

### 四美街
四美街為一條雙線雙程街道，北起五芳街、彩頤里交界，南端原來與景福街連接，後來因為興建景泰苑，由2017年起，南端改為與太子道東連接，為整個工業區的外圍街道。旁有東啟德遊樂場、采頤花園、前四美街總站。街道全長約212米，闊約11米。

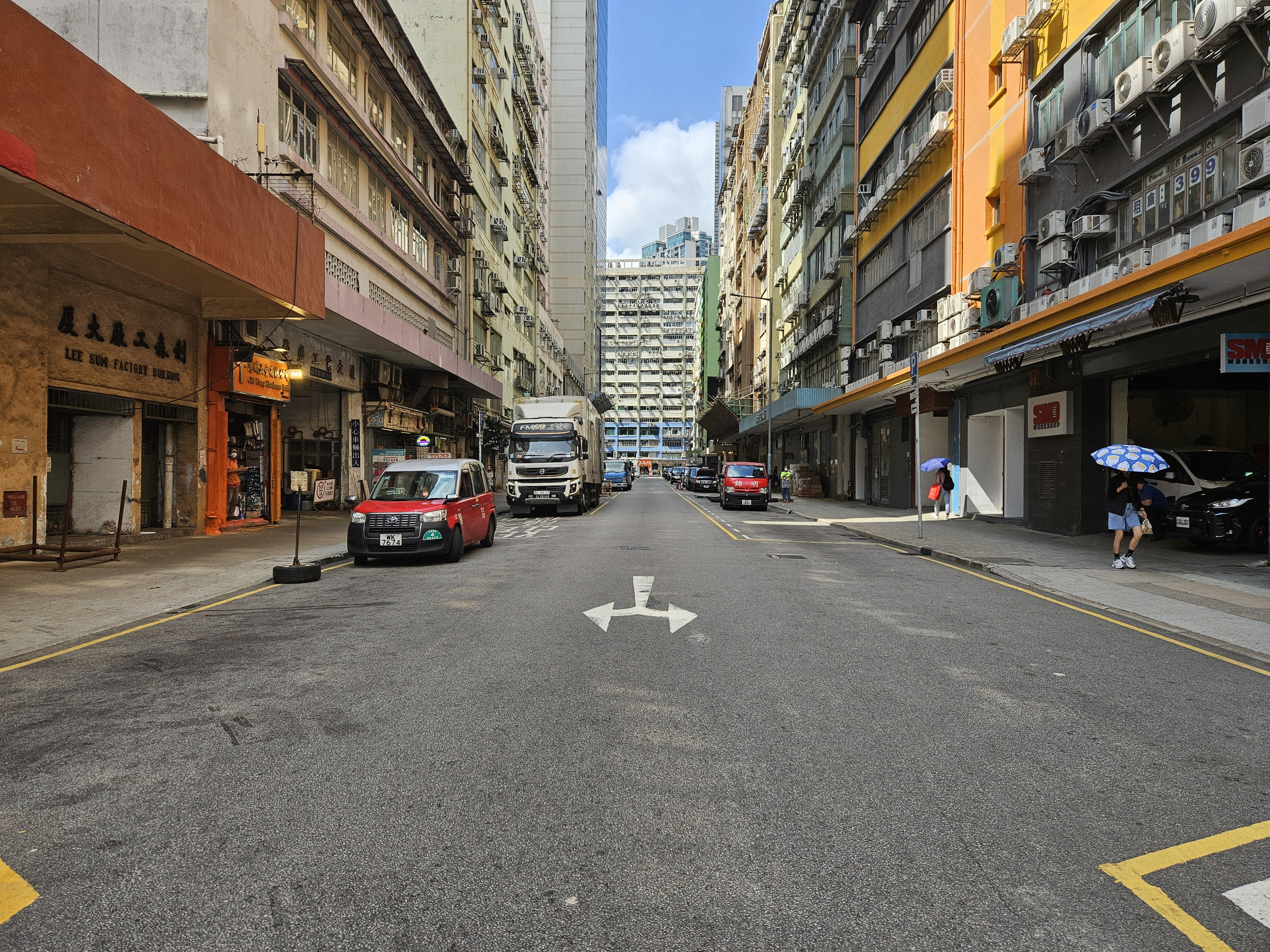
五芳街

### 五芳街
五芳街為一條單線單程街道，起大有街，屹四美街。兩旁景物全為工廠大廈。另由於地鋪多為車房，故在上下班時間經常有交通擠塞。街道全長約224米，闊約12米。

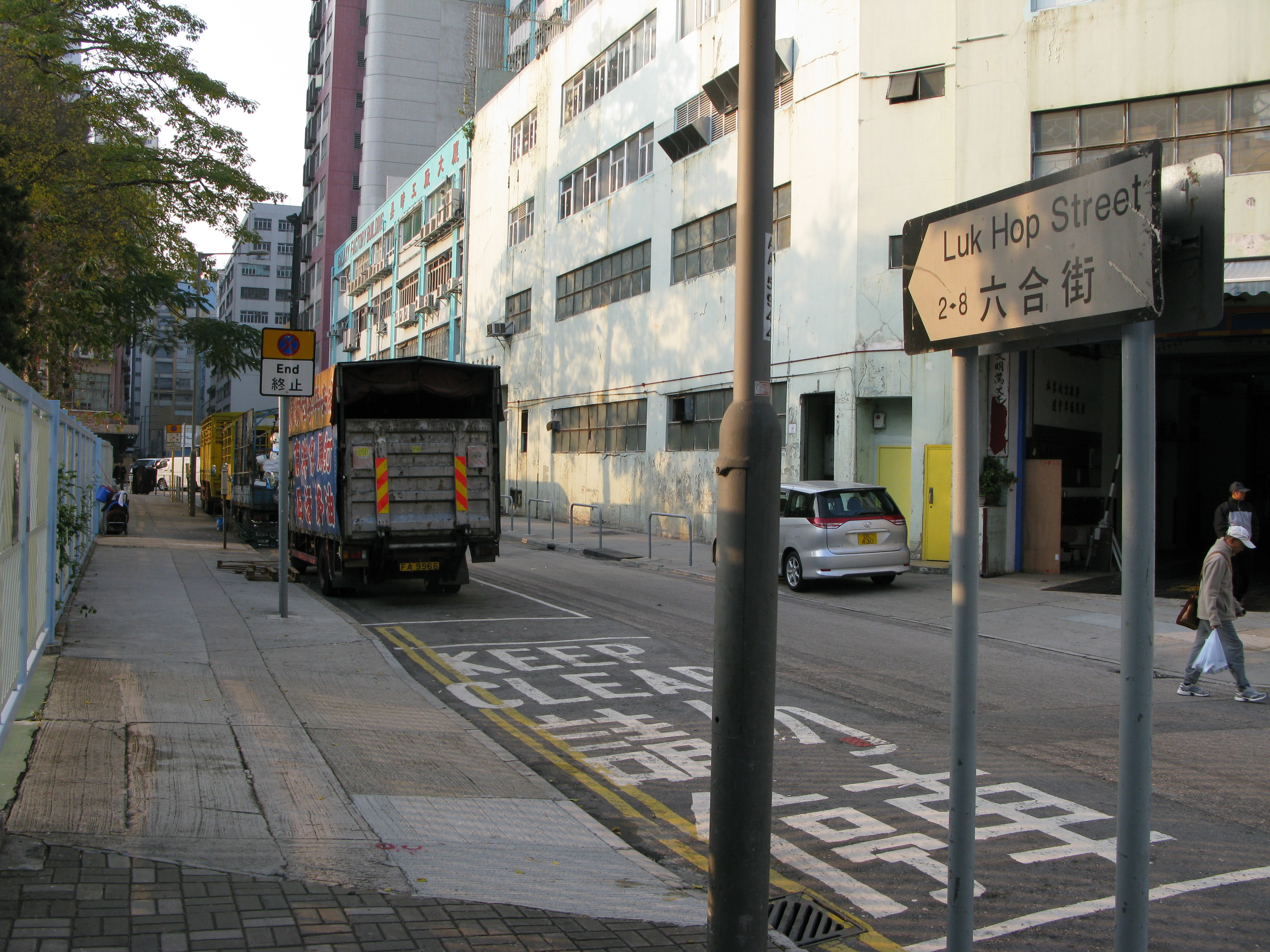
六合街

### 六合街
六合街為一條單線單程街道，起大有街，屹四美街，中接七寶街。鄰近主要景物有九龍貝爾特酒店（Pentahotel Hong Kong, Kowloon）、東啟德遊樂場及東啟德體育館。街道全長約290米，闊約13米。

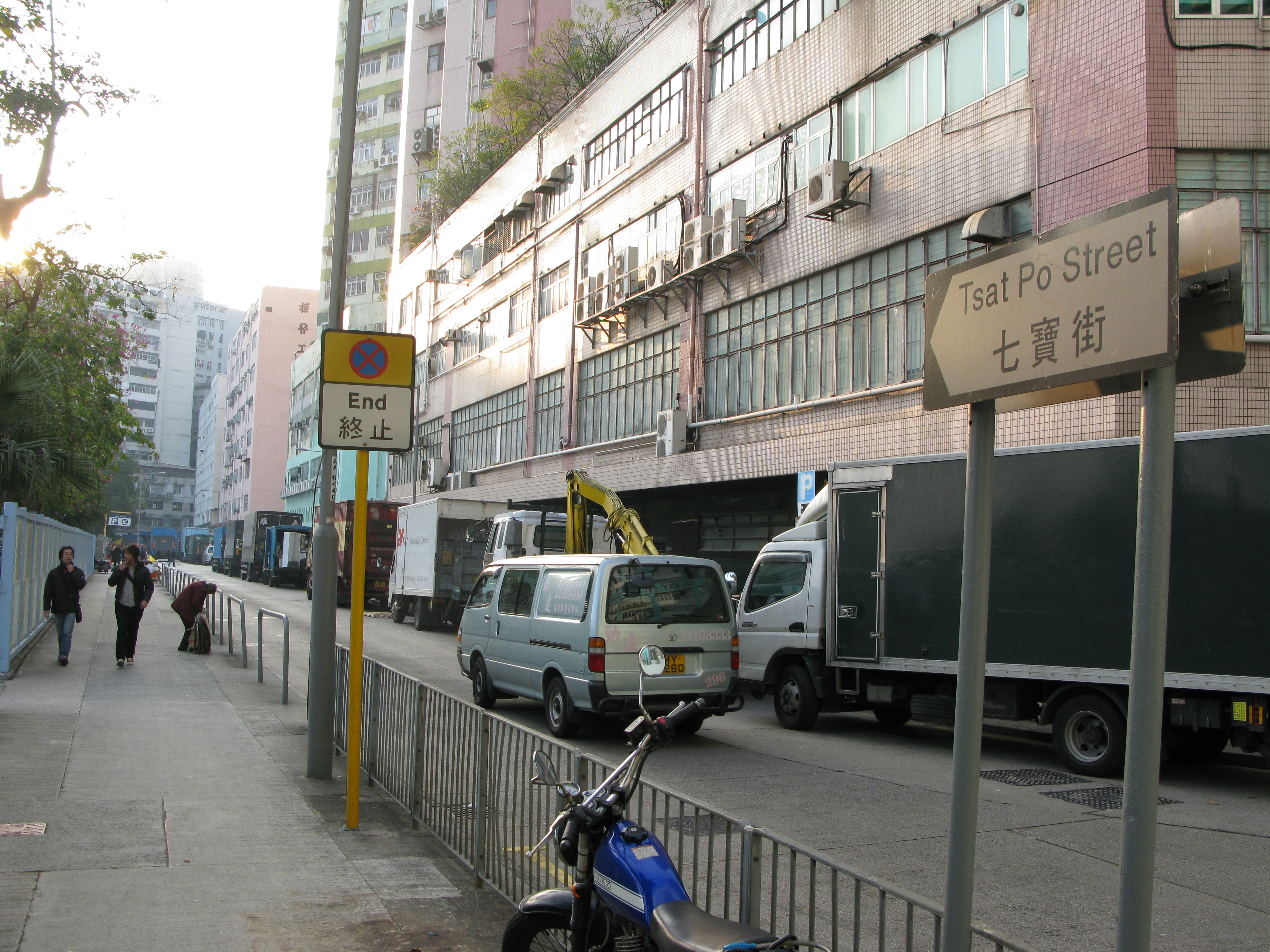
七寶街

### 七寶街
七寶街原本為一條單程街道，後來配合啟新道的興建而修建成雙程行車，起六合街，屹三祝街，中接八達街和啟新道。旁有露天停車場、東華三院青少年全人成長中心東蒲、東啟德遊樂場及東啟德體育館。街道全長約241米，闊約11米。

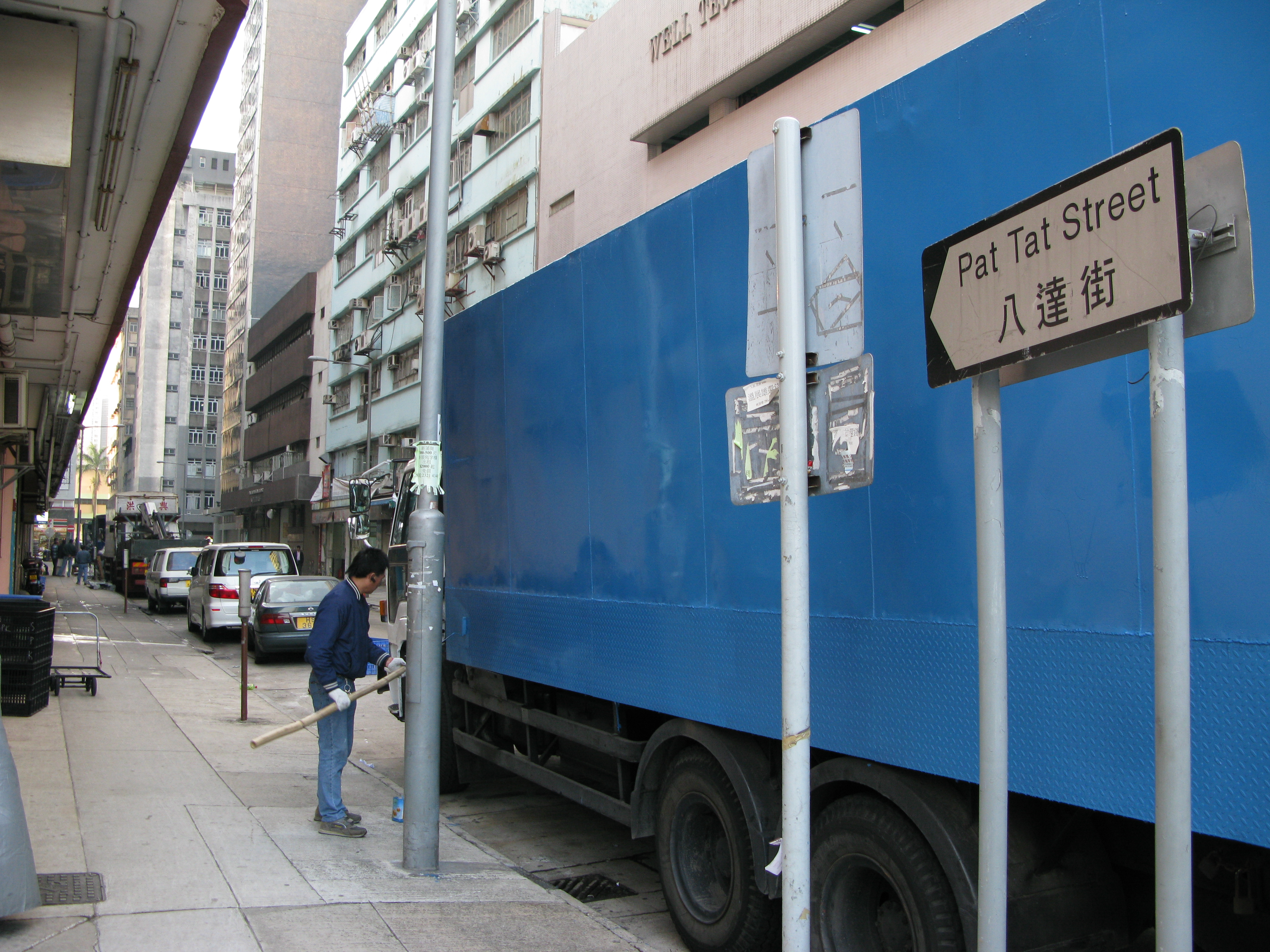
八達街

### 八達街
八達街為一條單線街道。北以大有街作界，北面一截街道由北向南行，過大有街後，由南向北行，位於雙喜街及七寶街之間，鄰有工廠大廈和便利店，南接啟新道。街道全長約131米，闊約10米。

## 著名建築物、文娛設施及鄰近街道
- 新科技廣場
- 彩虹道體育館
- 東啟德遊樂場
- 協調道（另一街道命名系統：客機型號名字，當年配合啟德機場，另有三星道、德高道、天威道、康維道等）
- 彩虹道
- 爵祿街
- 日新舍